# Koumpentoum
Koumpentoum ist eine Stadt im Zentrum des Senegal. Sie ist Präfektur des Départements Koumpentoum in der Region Tambacounda.

## Geographische Lage
Koumpentoum liegt an der Westgrenze der Region Tambacounda, 99 Kilometer von der Regionalpräfektur Tambacounda entfernt, auf der linken südlichen Seite des Nianija Bolong, dessen vielleicht 40 Meter breites Trockental hier nur in der Regenzeit Wasser führt.

## Geschichte
Das Village (Dorf) Koumpentoum war Sitz einer Communauté rurale und eines Arrondissements. Als Letzteres in den Rang eines Départements erhoben wurde, erhielt Koumpentoum 2008 den rechtlichen Status einer Commune (Stadt). Die Stadtgebiet erstreckt sich von der Unterpräfektur aus gemessen
- 2 km nach Norden bis zu dem Vallée de Koumpentoum
- 2 km nach Osten bis zu dem Tal in Richtung des Dorfes Koumpentoum Socé
- 2,1 km nach Westen auf der Route nationale n° 1.
- 3,4 km nach Süden bis zu der Feuerscheine in Richtung des Waldes.

Daraus ergibt sich rechnerisch eine Stadtfläche von etwa 22,14 km².

## Bevölkerung
Die letzten Volkszählungen ergaben für die Stadt jeweils folgende Einwohnerzahlen:
| Jahr | Einwohner |
| ---- | --------- |
| 1988 | …         |
| 2002 | …         |
| 2013 | 10.022    |

## Verkehr
Durch Koumpentoum führt die Nationalstraße N 1. Sie verbindet die Hafenmetropole Dakar und die Städte Mbour, Fatick, Kaolack, Birkelane, Kaffrine, Malem Hodar und Koungheul im Westen mit Tambacounda im Osten und führt und weiter bei Kidira über die malische Grenze nach Kayes. Die N1 verläuft Seite an Seite mit der Bahnstrecke Dakar–Niger, die für den Güterverkehr im Erdnussbecken und mit dem Nachbarland Mali von Bedeutung ist.